# Junák István
Junák István (Gyöngyös, 1809. július 7. – Nagyvárad, 1879. szeptember 3.) prépost-kanonok, a Nagyváradi római katolikus egyházmegye segédpüspöke.

## Életútja
Iskoláit különböző helyeken látogatta; 1826-ban az egri papnevelőintézetbe lépett. 1832. szeptember 14-én miséspappá szenteltetett föl; nemsokára kistályai plébános lett; azután az egri Foglár-intézetben igazgató és székesegyházi szónok volt. 1843-ban báró Bémer László püspök meghívására a nagyváradi egyházmegyébe lépett át és Makón volt plébános. 1844-ben váradi kanonok, 1852-ben prépost, 1869-ben és 1875-ben püspöki helynök; közben 1873-ban nagyprépost és drivesti választott püspök. 1874-ben pedig pápai főpap lett.

## Munkája
- Egyházi beszéd, melyet mélt. és tiszt. ... báró Bémer Pál úrnak, albaniai fölszentelt és drivesti vál. püspök, nagyprépost első szent áldozata alkalmával Nagyváradon Boldogasszony székes templomában, pünkösd utáni XVI. vasárnapon, Szent-Mihály hava 24 1843-ban mondott. Nagyvárad.